# フランシス・コールフィールド (第2代チャールモント伯爵)

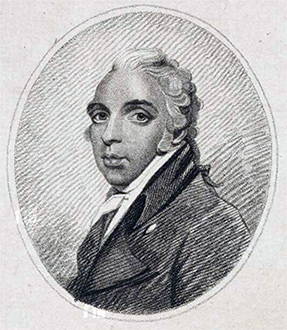
1800年3月に出版された、フランシス・コールフィールドの画像。

第2代チャールモント伯爵フランシス・ウィリアム・コールフィールド（英語: Francis William Caulfeild, 2nd Earl of Charlemont KP PC (Ire)、1775年1月3日 – 1863年12月26日）は、アイルランド王国出身の政治家、貴族。ホイッグ党所属。

## 生涯
初代チャールモント伯爵ジェームズ・コールフィールドとメアリー・ヒックマン（Mary Hickman、1807年4月没、トマス・ヒックマンの娘）の息子として、1775年1月3日に生まれた。ダブリン大学トリニティ・カレッジで教育を受け、1794年にB.A.の学位を修得した。
1797年にチャールモント選挙区とアーマー・カウンティ選挙区でアイルランド庶民院議員に当選、アーマー・カウンティ選挙区の代表として議員を務めた。1799年8月4日に父が死去すると、チャールモント伯爵位を継承、1806年から1863年までアイルランド貴族代表議員を務めた。
1831年10月19日に聖パトリック勲章を授与され、1832年2月13日にアイルランド枢密院の枢密顧問官に任命された。1837年2月13日に連合王国貴族であるアーマー県におけるチャールモントのチャールモント男爵に叙されたが、アイルランド貴族代表議員は終身制であるため、以降もチャールモント男爵としてではなくアイルランド貴族のチャールモント伯爵として貴族院議員を務めた。1839年にティロン統監に、1841年にティロン首席治安判事に任命され、いずれも死去まで務めた。
1863年12月26日にダブリン近郊のマリノで死去した。息子に先立たれたため、チャールモント伯爵位は弟ジェームズ・モリニューが継承した。1837年創設のチャールモント男爵位には初代男爵の男系男子が断絶した場合に弟ジェームズ・モリニューに継承権を与えるという特別残余権（special remainder）があったため、同じくジェームズ・モリニューが継承した。

## 家族

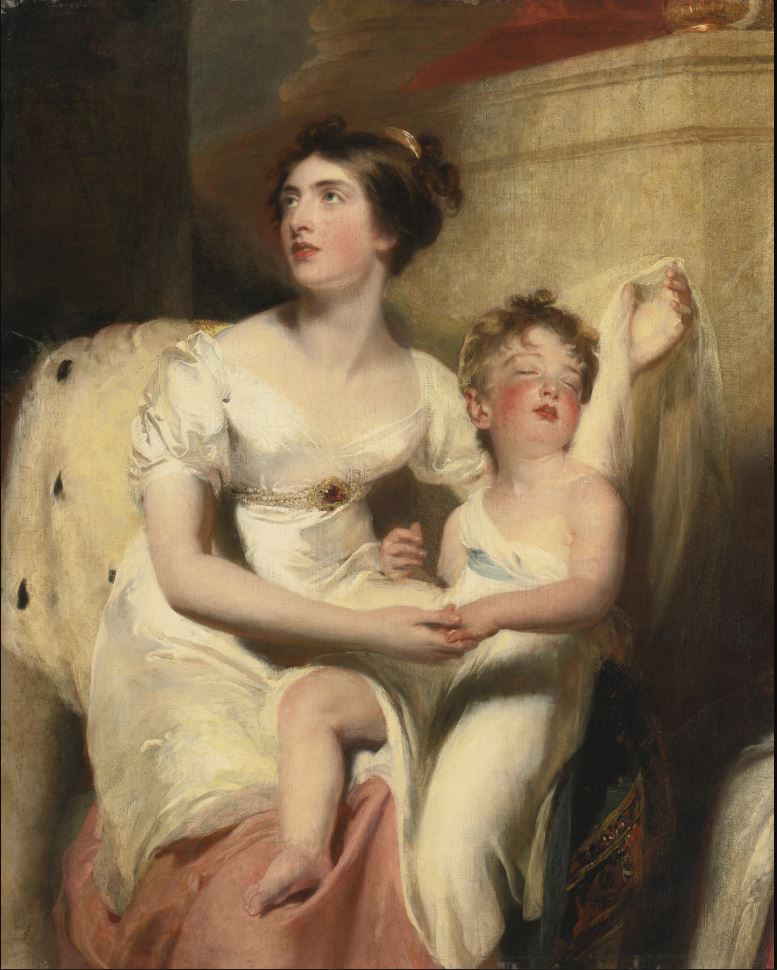
チャールモント伯爵夫人アンと長男ジェームズ。トーマス・ローレンス作、1805年頃。

1802年2月9日、アン・バーミンガム（Anne Bermingham、1780年頃 – 1876年11月23日、ウィリアム・バーミンガムの娘）と結婚、2男2女をもうけた。
- ジェームズ・ウィリアム（1803年8月 – 1823年1月13日） - コールフィールド子爵の儀礼称号を使用。1822年4月25日にオックスフォード大学クライスト・チャーチに入学したが、その9か月後にフランスで生涯未婚のまま死去した[1]
- ウィリアム・フランシス（1805年 – 1807年）
- マリア・メロジーナ（1807年1月 – 1827年3月4日）
- エミリー・シャーロット（1808年 – 1829年10月）